# Internetowa Baza Filmu Polskiego
Internetowa Baza Filmu Polskiego (filmpolski.pl) е голяма онлайн библиотека и информационен център за филми на Националната академия за кино, телевизия и театър „Леон Шилер“ (PWSFTviT) в Лодз, Полша. Тя е създадена от Ярослав Чембровски през 1990 г., първоначално като библиотечна информация на института, а от март 1998 г. е и в Интернет.
Съдържа пълна информация за:
- Филмите, направени в Полша, за полските артисти и режисьори;
- Представленията на Телевизионния театър;
- Етюди създадени в Националната филмова академия от 1948 г.
- Съдържанието на полско филмово списание от 1945 г.

и различна информация за:
- 70 000 имена на актьори и създатели на игрални филми и телевизионни сериали, документални филми, късометражни филми, анимация, представления на ТВ театър, кратки филми, създадени по време на обучението на студентите, вкл.:
  - над 4000 игрални филма и телевизионни сериала, включително 448 филма направени преди Втората световна война;
  - над 16 600 документални, късометражни и анимационни филми;
  - над 4000 представления на ТВ театър;
  - над 3800 късометражни филма, създадени по време на обучението.

## Награди
- 2008 – Награда на полски филмов институт за периода 2006 / 2007 г. в категорията „Уеб портал на филми“
- 2010 – Награда PFI в категорията „Уеб портал на филми“ – за втори път